# Barkowice Mokre
Barkowice Mokre is een plaats in het Poolse district  Piotrkowski, woiwodschap Łódź. De plaats maakt deel uit van de gemeente Sulejów en telt 130 inwoners.